# Neddy Lee
Edwin „Neddy“ Lee (* 4. Mai 1878 in Hyde; † 1940) war ein englischer Fußballspieler.

## Karriere
Lee kam im Mai 1898 von den Hurst Ramblers zu Newton Heath, das in der Football League Second Division spielte. In der Saison 1898/99 war Lee neben Henry Boyd, Joe Cassidy und William Brooks einer von vier Mittelstürmern des Klubs und musste bis März 1899 auf sein Debüt gegen Lincoln City warten. Beide Tore bei einem 2:0-Sieg gegen den FC Barnsley sowie der 1:0-Siegtreffer vier Tage später gegen Luton Town sicherten ihm für die letzten Spieltage einen Platz im Team. Auch zu Beginn der folgenden Spielzeit stand Lee als Mittelstürmer in der Startaufstellung, verlor seinen Platz im Team aber nach dem dritten Spieltag und kam erst im April 1900 zu einem letzten Einsatz, bevor er am Saisonende den Klub wieder verließ.
1903 war Lee Übungsleiter bei Hyde St George’s, als der Klub in seine erste Saison in der Lancashire Combination startete.